# Заслужений архітектор Республіки Білорусь

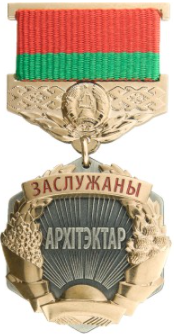

«Заслужений архітектор Республіки Білорусь» — почесне звання.

## Порядок присвоєння
Присвоєння почесних звань Республіки Білорусь здійснює Президент Республіки Білорусь. Рішення щодо присвоєння 
державних нагород оформляються указами Президента Республіки Білорусь. Державні нагороди,в тому числі
почесні звання, вручає Президент Республіки Білорусь або інші службовці за його вказівкою. Присвоєння почесних 
звань РБ відбувається в урочистій атмосфері. Державна нагорода РБ вручається нагородженому особисто. У випадку
присвоєння почесного звання РБ з вручення державної нагороди видається посвідчення.
Особам, удостоєнних почесних звань РБ, вручають нагрудний знак.
Почесне звання «Заслужений архітектор Республіки Білорусь» присвоюється високопрофесійним архітекторам, які
працюють у сфері архітектури п'ятнадцять і більше років, за заслуги у розвитку архітектури, відпрацюванні проектів
і створенні архітектурних комплексів, будинків, реставрації пам'ятників культури, підготовці архітектурних кадрів.